# Dulcitolo
Il dulcitolo (o galattitolo) è un poliolo che deriva dalla riduzione del galattosio.

## Sintesi
Il dulcitolo è un poliolo che deriva dalla riduzione del galattosio, in una reazione catalizzata dall'aldosio reduttasi.

A sua volta il galattosio può provenire dal metabolismo del lattosio, un disaccaride, in glucosio e galattosio.
Il dulcitolo è un prodotto presente in natura in vari tipi di manna (manna del Madagascar Melampyrum nemorosum, Gymnosporia diflexa e Maylemus ebenifolia) o nell'Euonymus atropurpureus (Euonymus) e in alcuni tipi di alghe.
Sono stati sviluppati anche metodi per ottenerlo tramite fermentazione del latte.

## Caratteristiche
A temperatura ambiente si presenta come un solido incolore e inodore, con un sapore leggermente zuccherino. Non presenta attività ottica perché si forma in miscele racemiche.

Il potere dolcificante è di 0,25 (su base molare)..
Nelle persone con deficit di galattochinasi, una forma di galattosemia, tende a formarsi nel cristallino un eccesso di dulcitolo che porta alla formazione di cataratta.

## Usi
Il dulcitolo viene utilizzato prevalentemente nell'industria alimentare come edulcorante artificiale.